# ジョン・ペラム (第8代チチェスター伯爵)
第8代チチェスター伯爵ジョン・バクストン・ペラム（英語: John Buxton Pelham, 8th Earl of Chichester 1912年6月12日 - 1944年2月21日）は、イギリスの貴族、外交官、軍人。軍人としての最終階級は陸軍大尉（Captain）。1926年まではジョン・ペラム閣下（The Honourable John Pelham）と称した。

## 略歴
第6代チチェスター伯爵ジョスリン・ペラムの末子として生まれる。母は法廷弁護士、そして庶民院議員を務めたフランシス・バクストンの娘ルス。兄フランシスが夭折したため14歳で爵位を継ぐ。
イートン校を卒業後、外交官となる。1931年にワルシャワ、1933年にワシントンD.C.に名誉大使館員として駐在。1933年12月から翌年7月までの半年間、在カナダ高等弁務官付きの名誉個人秘書を務め、1939年には在ハーグイギリス大使館で三等書記官兼報道官として職務を果たした。第二次世界大戦には近衛スコットランド連隊の一員として参加したが、1944年2月21日、作戦行動中の自動車事故により死亡。サセックス・スタンマー教会に埋葬されている。伯爵位は死から2か月後に生まれた長男のジョン・ニコラスが継承した。

## 家族
1940年、ドイツの弁護士ヴァルター・フォン・パンヴィッツの娘ウルスラと結婚し一男一女をもうける。チチェスター伯爵夫人はラルフ・ガニング・ヘンダーソンと再婚したが、1971年に離婚した。夫人は1999年に死去した。